# Yolanda Arrieta
Yolanda Arrieta Malaxetxebarria (Etxebarria, Biscaia, 6 de juliol de 1963) és una escriptora basca. Va cursar els estudis de Magisteri (en la branca de Filologia Basca) a l'Escola de Professorat d'Eskoriatza. Després d'això va cursar els estudis de teatre a l'escola "Antzerti" del Govern Basc i finalment, Antropologia Cultural i Social, en la Facultat de Filosofia i Ciències de l'Educació de Sant Sebastià. La seva major activitat, a la qual més temps i amb major profunditat s'ha dedicat, ha estat la literatura, punt com a creadora com conduint tallers literaris i impulsant el gust per la literatura i la lectura. En aquest últim apartat, són dignes d'esment les seves sessions amb pares i professors per acostar la literatura i la tradició oral als professors, pares, nens i joves.

## Obres

### Novel·la
- Jimiren laguna (1990, Susa aldizkaria)
- Luisa (1991, SUSA aldizkaria)
- Noiz baina! (1995, EGAN Aldizkaria) (Antzerkia)
- Lekurik bai? (1996, E. Jaurlaritza. Hezkuntza saila)
- Bihozkadak (1996, EGAN Aldizkaria) (Antzerkia)
- Jostorratza eta haria (1998, KUTXA)[3]
- Gutiziak (idazle askoren artean) (2000, TXALAPARTA)
- Jostorratza eta haria (2001, Alberdania)
- Jostorratza eta haria- Aguja e hilo (Edició bilingüe 2005, ATENEA)
- LAUAXETA. Idazleek idazleari Omenaldia (liburu kolektiboa) (2005, EHU-ko Argitalpen Zerbitzua)
- Zortzi unibertso, zortzi idazle elkarrizketa Ana Urkiza gidari (2006, Alberdania)
- Uretan lez (2008, Erein)
- Off-on (2009, Erein)
- Argiaren alaba (2014, Markina-Xemeingo udalaren laguntzaz autoeditatua)
- Argiaren alaba (2015, Denonartean)

### Assaig
- Gatzaren atzetik (2005, autoedició)
- Aho bete amets: ahozko haur poesiaren alde (2016, Denonartean)

### Literatura infantil i juvenil
- Badago ala ez dago...? (1992, Eusko Jaurlaritza; reeditat, 1998, Aizkorri)
- Begigorritarren erlojua (1992, SM)
- Hegaldiak (1994, SM)
- Denboaren kanta-kontuak (1995, SM)
- Nola bizi, zazpi bizi (1996, DDB)
- Izar bat erori da zerutik lurrera (2000, Baigorri)
- Groau! (2004, Aizkorri)
- Astebeteko kontuak (2005, Aizkorri)
- Oinutsik jauregian (2007, Ibaizabal)
- Ametsetarako hitzak Varios autores (2007, Lea-Artibaiko Hitza)
- Zazpi pertsonaia istorio bila (2008, Aizkorri)
- Zorionak! (2008, Iurretako Udala)
- Amarunen alamandrea (2009, Gero-Mensajero)
- Agur, ama! (2009, Aizkorri)
- Ongi etorri! (2009, Galdakaoko Udala)
- Itzalpetik (2010, Erein)
- Nitaz ahaztu dira (2010, Erein)
- Amaren urteak (2011, Aizkorri)
- Iturretako ermita (2011, Markina-Xemeingo Udala)
- ABCD berri bat (2011, Mezulari)
- Ai, ai, ai! (2011, Mezulari)
- Basajaun eta Martin (2012, Erein)
- Maddalenen usaina (2014, Ibaizabal)
- Luna Cuna (2017, Elkar)

### Altres
- Eskola antzerkia lantzeko gida (2004, Euskal Idazleen Elkartea)
- Ipuina Lantzeko Gida Arrieta Malaxetxebarria, Iñaki Friera i Antton Irusta (2004 Euskal Idazleen Elkartea)
- Saldarako (conte) (2005, IVAP Revista Administrazioa euskaraz, n. 49)
- Zurian zuri (2006, Beterriko liburua)
- Mari (conte) (2007, Ajuntament de Bilbo)
- K.M y M.K (conte)(2008, IVAP Revista Administrazioa euskaraz, n. 61)
- Artículo "Idazketa sortzailetik pentsamendu sortzailera" (2008, edición digital de Eusko Ikaskuntza)

## Premis
- 1990, I.Legazpi saria, Antzerkia.
- 1991, Baporea saria
- 1991, Euskadi Antzerki Saria
- 1991, Santurtziko antzerki labur saria
- 1991, Pedro Barrutia antzerki saria
- 1993, Donostia hiria antzerkiko 2. saria
- 1998, Irun hiria saria Premio Ciudad de Irun,por Jostorratza eta haria, varias ediciones.
- 2006, Premi Max per Groau! (Aizkorri, 2004).
- 2011, Peru Abarka saria, Markina Xemeingo Udala
- 2015, Premi Euskadi de Literatura per Argiaren alaba (Autoedició, 2014)